# Nicholas Saunderson
Nicholas Saunderson (Thurlstone, Yorkshire,1682- Cambridge, 1739) fue un científico y matemático inglés.
Cuando tenía sólo un año, perdió la vista debido a la viruela. A pesar de esto, logró aprender latín, francés, griego, y estudió matemáticas. También aprendió a leer los grabados sepulcrales de la Iglesia de San Juan Bautista en Penistone, donde estudió.
En 1707 llegó a Cambridge, aunque durante un tiempo no fue admitido en la Universidad. Finalmente, y gracias al profesor Lucasiano William Whiston, Saunderson comenzó a enseñar matemáticas, astronomía y óptica, con gran éxito. Después de la marcha de Whiston, y a petición de importantes personajes de la Universidad, la reina Ana concedió a Saunderson el cargo de cuarto profesor Lucasiano de matemáticas el 20 de noviembre de 1711. En 1718 fue admitido en la prestigiosa sociedad científica Royal Society. Nombrado Doctor en leyes en 1728 por Jorge II, murió de escorbuto el 19 de abril de 1739.
Saunderson fue amigo de los mejores matemáticos de la época, como Sir Isaac Newton, Edmund Halley, Abraham de Moivre o Roger Cotes. Debido a su ceguera desde niño, adquirió un sentido del oído y del tacto excepcionales, así como una increíble agilidad mental para los cálculos matemáticos. Ideó una especie de ábaco, que constaba de agujeros en los que podía introducir clavijas, que podía ser utilizado por los ciegos, una réplica del cual se encuentra en el museo de ciegos de Viena. Basándose en este invento, escribió el libro Elements of Algebra. Es autor también de The Method of Fluxions, aunque sólo se trataba de un libro para sus alumnos.